# Pyramica tenuipilis
Pyramica tenuipilis är en myrart som först beskrevs av Carlo Emery 1915.  Pyramica tenuipilis ingår i släktet Pyramica och familjen myror. Inga underarter finns listade i Catalogue of Life.